# Подмолник
Подмолник (словен. Podmolnik) — поселення в общині Любляна, Осреднєсловенський регіон, Словенія. Висота над рівнем моря: 314 м.